# Danube Dragons 2010
Questa voce raccoglie le informazioni riguardanti i Danube Dragons nelle competizioni ufficiali della stagione 2010.

## Austrian Football League 2010

### Stagione regolare
| Korneuburg 27 marzo 2010, ore 17:00 1ª giornata | Danube Dragons | 49 – 13 (14-0 28-6 0-0 7-7) | Salzburg Bulls | Rattenfängerstadion (1000 spett.) |

| Sankt Pölten 10 aprile 2010, ore 16:00 2ª giornata | Sankt Pölten Invaders | 55 – 63 (7-14 18-21 16-14 14-14) | Danube Dragons | Ottakringer Field (700 spett.) |

| Graz 25 aprile 2010, ore 14:00 3ª giornata | Graz Giants | 28 – 13 (14-0 0-0 0-0 14-13) | Danube Dragons | Stadion Eggenberg (1600 spett.) |

| Korneuburg 8 maggio 2010, ore 17:00 4ª giornata | Danube Dragons | 33 – 28 (7-7 14-3 6-18 6-0) | Tirol Raiders | Rattenfängerstadion (1100 spett.) |

| Villaco 24 maggio 2010, ore 17:00 5ª giornata | Black Lions | 7 – 42 (0-7 7-14 0-7 0-14) | Danube Dragons | Stadion Villach-Lind (960 spett.) |

| Korneuburg 12 giugno 2010, ore 18:00 6ª giornata | Danube Dragons | 28 – 3 (7-0 14-3 7-0 0-0) | Vienna Vikings | Rattenfängerstadion (1100 spett.) |

#### Playoff
| Korneuburg 26 giugno 2010, ore 18:00 Semifinale | Danube Dragons | 31 – 24 (3-7 7-7 14-0 7-10) | Vienna Vikings | Rattenfängerstadion (1300 spett.) |

| Innsbruck 9 luglio 2010, ore 19:00 Austrian Bowl | Danube Dragons | 28 – 21 (7-0 7-7 6-7 8-7) | Tirol Raiders | Tivoli-Neu Stadion (3500 spett.) |
| Horton Q1 ( TD ) 19yd pass from Eric Marty Wunderer Q1 ( pat ) Haider Q2 ( TD ) 5yd pass from Eric Marty Daum Q2 ( pat ) Janik Q3 ( TD ) 5yd pass from Eric Marty Marty Q4 ( TD ) 1yd run Kliman Q4 ( tpc ) Marcatori Heider Q2 ( TD ) 50yd pass from Jackson Erlsbacher Q2 ( pat ) Grein Q3 ( TD ) 1yd run Erlsbacher Q3 ( pat ) Kirschniok Q4 ( TD ) 1yd run Erlsbacher Q4 ( pat ) |                | |               |                                  |
| |                | |               |                                  |
| Horton Q1 (TD) 19yd pass from Eric Marty Wunderer Q1 (pat) Haider Q2 (TD) 5yd pass from Eric Marty Daum Q2 (pat) Janik Q3 (TD) 5yd pass from Eric Marty Marty Q4 (TD) 1yd run Kliman Q4 (tpc) | Marcatori      | Heider Q2 (TD) 50yd pass from Jackson Erlsbacher Q2 (pat) Grein Q3 (TD) 1yd run Erlsbacher Q3 (pat) Kirschniok Q4 (TD) 1yd run Erlsbacher Q4 (pat) |               |                                  |

## European Football League 2010

### Stagione regolare
| Korneuburg 17 aprile 2010, ore 18:00 CEST 2ª giornata | Danube Dragons | 50 – 21 (14-7 14-0 15-7 7-7) | Black Panthers de Thonon | Rattenfängerstadion |

| Korneuburg 1º maggio 2010, ore 18:00 CEST 3ª giornata | Danube Dragons | 73 – 0 (21-0 21-0 10-0 21-0) | Belgrade Blue Dragons | Rattenfängerstadion |

### Playoff
| 15 maggio 2010 Quarti di finale | Graz Giants | 34 – 31 (21-0 10-14 0-3 3-14) | Danube Dragons |  |

## Statistiche di squadra
| Competizione      | %Vittorie | In casa | In casa | In casa | In casa | In casa | In casa | In trasferta | In trasferta | In trasferta | In trasferta | In trasferta | In trasferta | Totale | Totale | Totale | Totale | Totale | Totale |
| Competizione      | %Vittorie | G       | V       | N       | P       | Pf      | Ps      | G            | V            | N            | P            | Pf           | Ps           | G      | V      | N      | P      | Pf     | Ps     |
| ----------------- | --------- | ------- | ------- | ------- | ------- | ------- | ------- | ------------ | ------------ | ------------ | ------------ | ------------ | ------------ | ------ | ------ | ------ | ------ | ------ | ------ |
| Stagione regolare | .833      | 3       | 3       | 0       | 0       | 110     | 44      | 3            | 2            | 0            | 1            | 118          | 90           | 6      | 5      | 0      | 1      | 228    | 134    |
| Playoff           | 1.000     | 2       | 2       | 0       | 0       | 59      | 45      | 0            | 0            | 0            | 0            | 0            | 0            | 2      | 2      | 0      | 0      | 59     | 45     |
| Stagione regolare | 1.000     | 2       | 2       | 0       | 0       | 123     | 21      | 0            | 0            | 0            | 0            | 0            | 0            | 2      | 2      | 0      | 0      | 123    | 21     |
| Playoff           | .000      | 0       | 0       | 0       | 0       | 0       | 0       | 1            | 0            | 0            | 1            | 31           | 34           | 1      | 0      | 0      | 1      | 31     | 34     |
| Totale            | .818      | 7       | 7       | 0       | 0       | 292     | 110     | 4            | 2            | 0            | 2            | 149          | 124          | 11     | 9      | 0      | 2      | 441    | 234    |